# Platycerus tabanai tabanai
Platycerus tabanai tabanai es una subespecie de coleóptero de la familia Lucanidae.

## Distribución geográfica
Habita en Shaanxi (China).